# Botes de claus d'atletisme

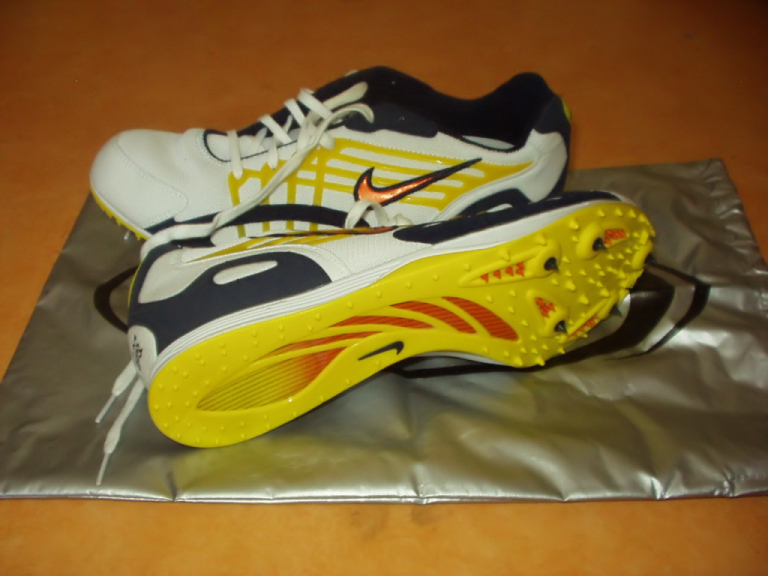
Botes de claus

Les botes de claus d'atletisme, són un calçat lleuger, que conté una sèrie de claus distribuïts a la part davantera del peu, segons la prova (com el salt d'alçada) també podem trobar claus a la part del darrere.